# Zelené pleso Krivánske
Zelené pleso Krivánske (slovensky Zelené Krivánske pleso) je ledovcové jezero morénově-karového typu ve Važecké dolině, a to v její nejvyšší části nazývané Zadný handel ve Vysokých Tatrách na Slovensku. Má rozlohu 5,1380 ha a je 450 m dlouhé a 160 m široké. Dosahuje maximální hloubky 29,5 m a objemu 288 685 m³. Leží v nadmořské výšce 2012,5 m.

## Vodní režim
Pleso nemá žádný povrchový přítok ani odtok. Sbírá vodu z okolních svahů a skal a ta odtéká pod povrchem, aby dala o něco níže v dolině vzniknout Bielému Váhu. Jihozápadně od něj se ještě nachází Malé pliesko. Rozměry jezera v průběhu času zachycuje tabulka:
| Rok     | Měření prováděl   | Rozloha ha | Délka m | Šířka m | Hloubka max.m | Objem m³ |
| ------- | ----------------- | ---------- | ------- | ------- | ------------- | -------- |
| [ 2 ]   | [ 3 ]             | 4,32       | 400     | 149     | 23,1          | [ 3 ]    |
| 1961–67 | pracovníci TANAPu | 5,161      | 450     | 160     | 23,1          | [ 3 ]    |
| 2005    | Gregor, Pacl      | 5,1380     | [ 3 ]   | [ 3 ]   | 29,5          | 288 685  |

## Okolí
Na východě se zvedají stěny Jamského hřebenu, který se táhne od Krátké na jih. Na severu je to pak hřeben mezi Krátkou a ramenem Kriváně. Na západě se pak od hladiny jezera zvedá vlastní masív Kriváně.

## Přístup
K plesu vedla turistická značka od Jamského plesa, ale z důvody ochrany přírody byla zrušena. V současnosti je pleso veřejnosti nepřístupné.